# Kalvhuvudet (Vaxholm)
Kalvhuvudet ist eine zu Schweden gehörende Schäre im Stockholmer Schärengarten.
Die Schäre gehört zur Gemeinde Vaxholm und liegt südöstlich der Insel Kalvholmen. Nördlich liegt Stinasgrundet, östlich Lilla Båtsholmen. Südlich von Kalvhuvudet verläuft die Schiffsroute von der Ostsee nach Stockholm.
Kalvhuvudet erstreckt sich von Nordwesten nach Südosten über etwa 30 Meter bei einer Breite von bis zu etwa 20 Metern. Die Insel ist unbewohnt und unbebaut. Sie ist weitgehend kahl und nur mit wenigen Pflanzen bewachsen.